# Partie basilaire de l'os occipital
La partie basilaire de l'os occipital (ou apophyse basilaire de l’occipital ou corps de l’occipital) est la partie de l'os occipital situé devant le foramen magnum.

## Description
La partie basilaire de l'os occipital est de forme quadrilatère et présente deux faces et quatre bords.

### Faces

#### Face exocrânienne
La face inférieure exocrânienne présente à 1 cm devant le foramen magnum le tubercule pharyngien point d'insertion du fascia pharyngobasilaire.
En avant de ce tubercule se trouve une dépression allongée : la fossette naviculaire au fond de laquelle se trouve la fossette pharyngienne.
De chaque côté du tubercule il existe deux crêtes osseuse :
- une antérieure : la crête synostosique,
- une postérieure: la crête musculaire.

Entre ces deux crêtes s’insère le muscle petit droit postérieur de la tête.
En avant de la crête synostosique s’insère le muscle long de la tête.
Au bord du foramen magnum s'insère la membrane atlanto-occipitale antérieure.

#### Face endocrânienne
La face supérieure endocrânienne constitue la moitié inférieure du clivus.
Elle présente une rainure large et peu profonde qui s'incline vers le haut et vers l'avant à partir du foramen magnum qui supporte le bulbe rachidien.
Près du bord du foramen magnum s'attache la membrane tectoriale.
Sur les bords latéraux les sinus pétreux inférieurs s’insèrent dans des légères rainures.

### Bords
Les deux bords latéraux sont reliés à la partie pétreuse de l'os temporal par du fibrocartilage.
Le bord antérieur est soudé au corps du sphénoïde.
Le bord postérieur limite en avant le foramen magnum et se continue avec les parties latérales de l'os occipital.

## Embryologie
À la naissance, cette zone est rugueuse et inégale et est reliée au corps du sphénoïde par une plaque de cartilage.
Vers la vingt-cinquième année, cette plaque cartilagineuse est ossifiée, et l'occipital et le sphénoïde forment un os continu.

## Galerie

L'os occipital : la partie basilaire (en rouge).
Crâne humain vu d'en bas : la partie basilaire de l'os occipital (en rouge).
Crâne humain vu de dessus (sans les os pariétaux) : la partie basilaire de l'os occipital (en rouge).
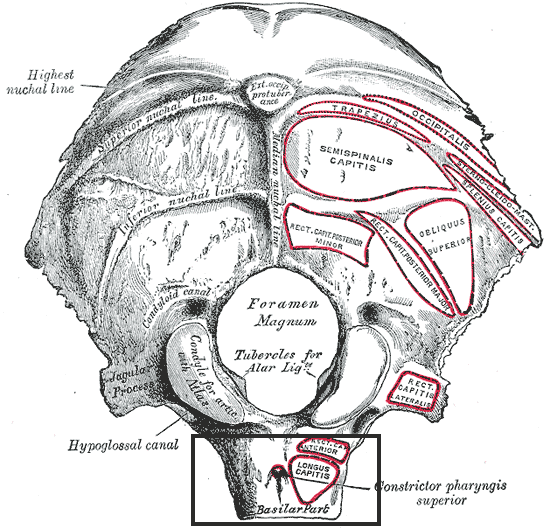
La face inférieure de l'os occipital.
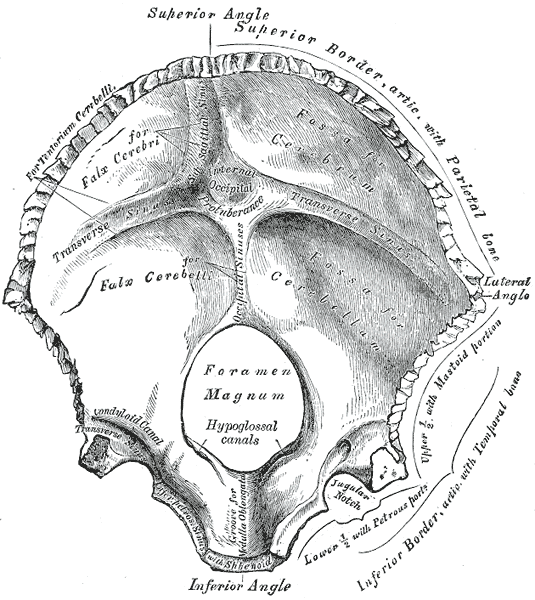
La face supérieure de l'os occipital.
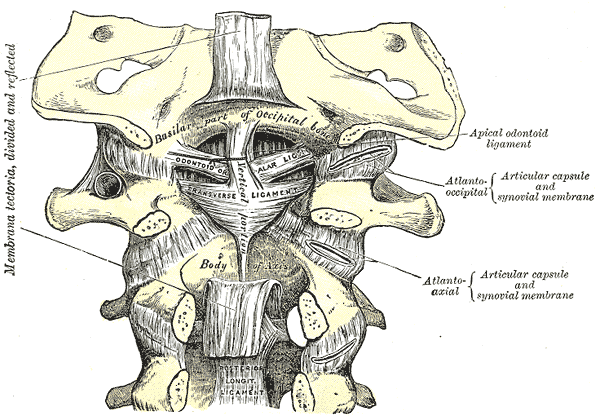
Les ligaments transversaux et alaires.
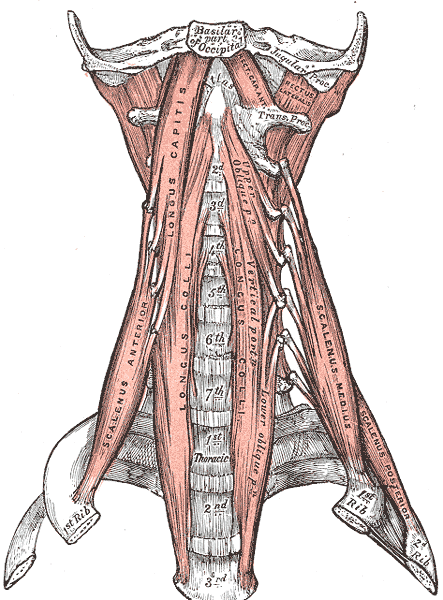
Les muscles vertébraux antérieurs.
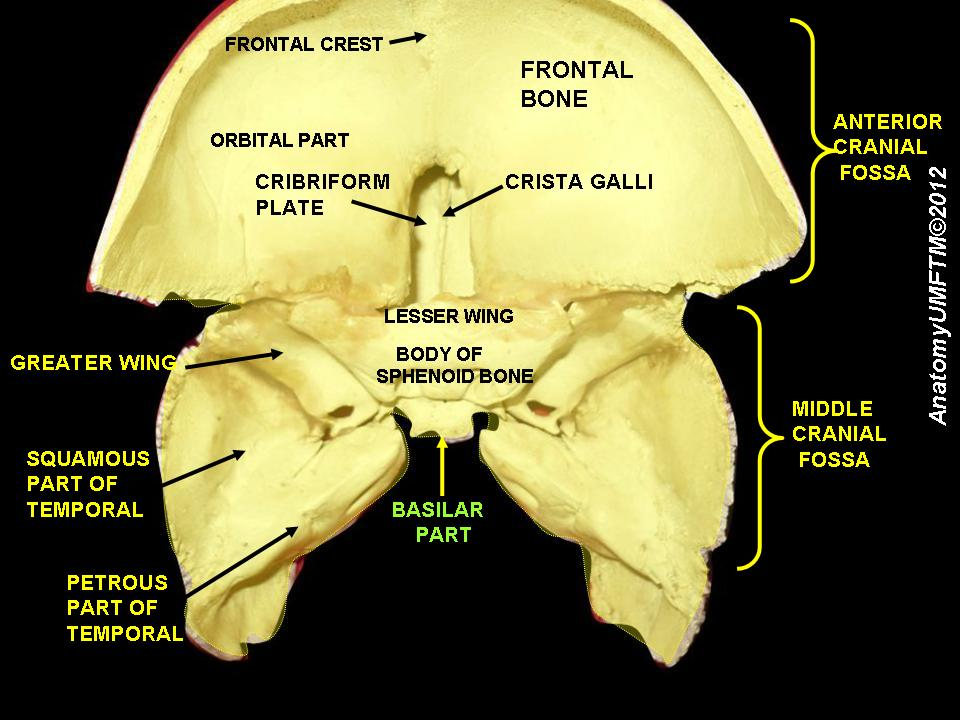
Partie basilaire de l'os occipital
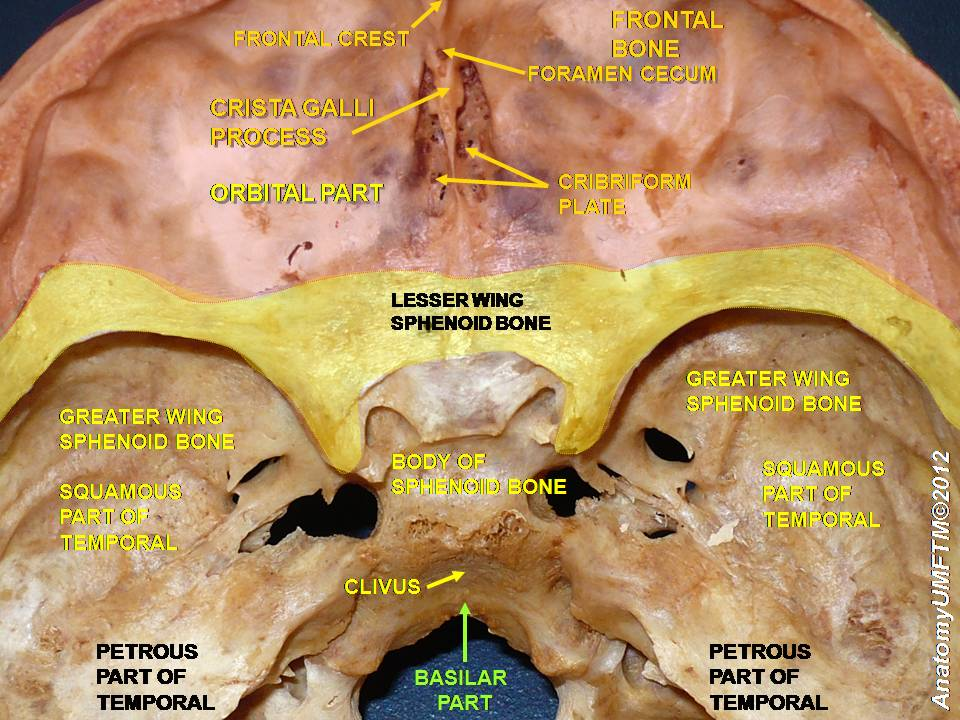
Partie basilaire de l'os occipital
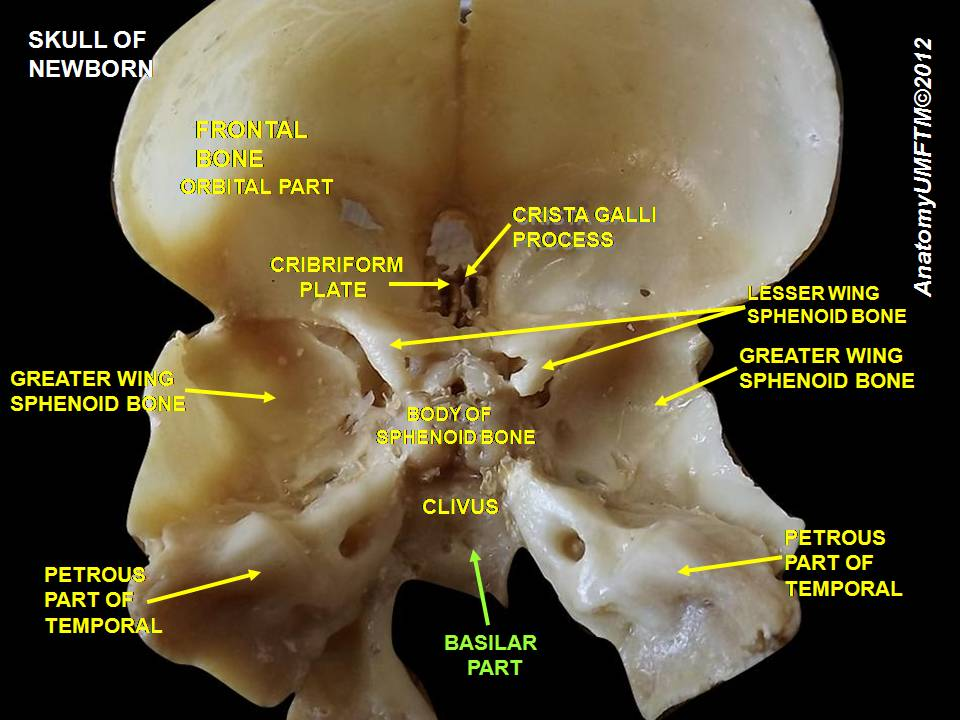
Partie basilaire de l'os occipital
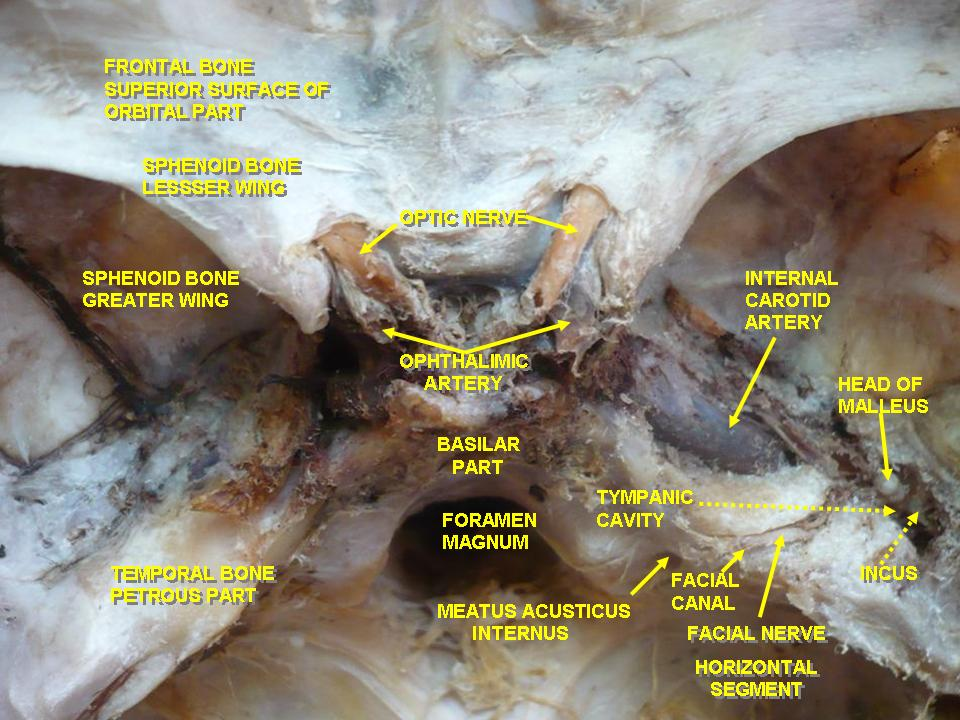
Cavité tympanique. Canal facial. Artère carotide interne.